# Velîka Dibrova, Nedrîhailiv
Velîka Dibrova (în ucraineană Велика Діброва) este un sat în comuna Sakunîha din raionul Nedrîhailiv, regiunea Sumî, Ucraina.

## Demografie
Componența lingvistică a localității Velîka Dibrova
     Ucraineană (95,31%)
     Rusă (4,69%)
Conform recensământului din 2001, majoritatea populației localității Velîka Dibrova era vorbitoare de ucraineană (95,31%), existând în minoritate și vorbitori de rusă (4,69%).